# Amar Ben Belgacem
Pour les articles homonymes, voir Belgacem.
Amar Ben Belgacem (arabe : عمار بن بلقاسم) dit Amar, né le 18 juin 1979 à Paris 12e et mort le 4 septembre 2010 à Paris 20e,, est un peintre franco-tunisien.

## Biographie
Né de parents tunisiens, Amar Ben Belgacem grandit à Paris jusqu'à l'âge de cinq ans. En 1984, ses parents décident de le scolariser avec son frère jumeau en Tunisie. Jusqu'à l'âge de 19 ans, il habite à Hammamet dans une villa qu'il qualifie d'« artistique », celle-ci abritant un jardin exotique, de nombreux tableaux, des objets de collection, des livres d'art, etc.
Amar Ben Belgacem commence à peindre en 1989 et expose pour la première fois dans son atelier d'Hammamet en 1993. Peintre autodidacte, il reçoit rapidement les encouragements et conseils de son voisin, le peintre hammamétois Aly Ben Salem,,.
Représenté dans les collections publiques et privées de vingt pays, Amar Ben Belgacem parcourt le monde pour faire découvrir ses œuvres et rechercher de nouvelles sources d'inspiration,. Son atelier est situé à Paris.
Il est membre de l'Association internationale des arts plastiques, de l'Académie internationale de Lutèce (membre à vie à partir de 1997) et de l'Union des plasticiens tunisiens,.
Il meurt à l'âge de 31 ans. Selon son site officiel, sa mort intervient le 25 août 2010 bien que sa nécrologie dans La Presse de Tunisie donne la date du 5 septembre ; d'autres sources donnent la date du 6 septembre. Il est rapatrié en Tunisie et enterré à Hammamet le 10 septembre.

## Œuvre

### Techniques et style
Ayant commencé à peindre très jeune, Amar Ben Belgacem peut expérimenter diverses techniques picturales — peinture à l'huile, acrylique, pastel, encre de Chine, vitraux et collages — avant de se consacrer durablement à la gouache,. Ses tableaux ont également gagné en ampleur, allant de la miniature à des formats moyens ou grands telle la peinture murale qu'il a réalisée à Turin pour le Musée d'art urbain.
Le style de l'artiste se situe entre l'art figuratif stylisé et l'art abstrait. Le peintre ne cherche pas à figurer la réalité telle qu'elle est mais telle qu'il la rêve, la ressent et l'idéalise. L'aspect formel de ses compositions permet toutefois d'identifier l'essentiel des sujets représentés. Ben Belgacem peut ainsi être qualifié de peintre du paysage, tant son œuvre est marquée par la représentation d'une nature foisonnante et généreuse où l'on devine la flore et la faune terrestres (arbres, fleurs, champignons, oiseaux, papillons, etc.),,. L'évocation de la flore et de la faune aquatiques tient également une place de choix,,. Quant à l'air, d'innombrables ronds colorés rappellent son omniprésence comme autant de bulles d'oxygène. Les figurations humaines sont en revanche très rares et généralement réduites au seul visage.
Les formes sont simples et composées de lignes courbes avec lesquelles le peintre souhaite exprimer douceur et apaisement, tout autant que l'impression de mouvement et de dynamisme, notamment grâce au motif du cercle,,, ; elles sont soigneusement organisées en dessins préparatoires parfois longuement retouchés avant la mise en œuvre. Le dessin à l'encre Tant de Joie (2007) illustre ce travail des formes aux allures de dentelle. Les couleurs sont vives et chaleureuses, donnant à l'œuvre d'Amar Ben Belgacem un aspect toujours lumineux,,. Leur foisonnement, évocation artistique des multiples couleurs de la nature, traduit la soif d'une vie intense et d'une joie éclatante. La couleur noire a été longtemps absente de l'œuvre d'Amar Ben Belgacem qui y voyait un reflet de la tristesse et de la mélancolie, contraires à ses objectifs picturaux ; il a toutefois évolué à ce propos et le noir fait désormais partie de sa palette chromatique comme l'illustre le tableau Éternité de bonheur (2008),,,. Le blanc constitue cependant la couleur essentielle, celle de la toile ou de la feuille de papier où le peintre traduit l'image d'un ciel lumineux, source d'équilibre et de respiration,,. Le blanc se fait même parfois dominant comme dans le dessin à l'encre Tant de Joie (2007) qui pourrait évoquer un monde vaporeux ou encore un environnement nuageux.
Amar Ben Belgacem conçoit ses toiles comme des poèmes ou des chants visuels,. Ses créations valorisent les thèmes positifs de l'amour, de la paix, du bonheur, de la quiétude, du plaisir ou encore de l'harmonie, le tout décrivant un monde idéal dépourvu d'éléments négatifs,,.
En termes d'influences, il dit avoir été marqué en premier lieu par le peintre hammamétois Aly Ben Salem ; il évoque également l'attraction suscitée par les œuvres de Joan Miró, Vassily Kandinsky, Henri Matisse et Alexander Calder,. Il puise également son inspiration dans la musique qu'il écoute en peignant.

### Œuvres dans les collections publiques
- Hammamet : centre culturel international, municipalité et bibliothèque publique[26],[27] ;
- Les Mureaux : médiathèque municipale ;
- L-Imġarr : Tempra Museum of Contemporary Art ;
- Paris : collections de l'Unesco ;
- Tunis : collections de l'État tunisien et de l'Association tunisienne des auberges de jeunesse[26],[27] ;
- Turin : Musée d'art urbain (peinture murale au numéro 30 de la via Nicola Fabrizi)[28],[29],[30].

### Expositions
- 1993 : Hammamet (atelier et exposition personnelle)[12] ; Moscou (exposition personnelle)[24],[31] ;
- 1995 : Bruxelles (exposition personnelle)[24],[31] ; Casablanca (exposition personnelle)[24] ; Hammamet (exposition personnelle à la maison des jeunes) ; Rabat (exposition personnelle)[24] ;
- 1996 : Hammamet (plusieurs expositions personnelles)[31] ; Luxembourg (exposition personnelle)[24] ; Nabeul (exposition personnelle à la maison de la culture)[24] ; Paris (exposition collective à l'Assemblée nationale[32], exposition collective « l'Hiver en fête » à la galerie Art présent)[32] ; Tunis (exposition personnelle à la galerie Yahia)[33] ;
- 1997 : Blois (exposition personnelle)[34] ; Hammamet (exposition collective au centre culturel international, exposition personnelle à la bibliothèque publique, exposition collective organisée à l'Hôtel Vénus par l'Association des artistes plastiques d'Hammamet et leurs amis) ; Le Bardo (exposition collective à la Nationale Galerie Alyssa) ; La Valette (exposition collective à la Biennale internationale de Malte)[34] ; Paris (exposition au Salon des beaux-arts de l'Académie internationale de Lutèce, exposition collection, exposition personnelle à la maison de la Tunisie (Cité internationale universitaire de Paris), exposition personnelle au centre culturel tunisien[34], exposition collective au 28e grand concours international de l'Académie internationale de Lutèce, exposition personnelle à la galerie A Part[6], exposition collective à l'Assemblée nationale) ; Sbikha (exposition collective au festival d'art plastique) ; Sidi Bou Saïd (exposition collective dans un musée)[34] ; Sousse (exposition personnelle au centre culturel Yahia Ibn Omar) ; Tunis (exposition personnelle au centre culturel de la ville de Tunis[35],[3], exposition collective au sixième salon des jeunes plasticiens à la galerie Yahia) ; Washington (exposition personnelle à la Banque mondiale)[34] ;
- 1998 : Profondeville (exposition collective à la galerie du Nid d'aigle) ; Vasto (exposition collective au Castello Caldora) ; El Menzah (exposition personnelle à la galerie Ulysse) ; Londres (exposition collective à la Foreign Press Association)[21],[6] ; In-Naxxar (exposition collective au Palazzo Parisio) ; Paris (exposition collective au Salon des beaux-arts de l'Académie internationale de Lutèce, exposition collective à la galerie ASAC) ; Summit (exposition collective au New Jersey Center for Visual Art) ; Tunis (exposition collective pour le concours AMINA, exposition collective annuelle de l'Union des plasticiens tunisiens) ;
- 1999 : Beyrouth (exposition collective au palais de l'Unesco)[6] ;
- 2002 : Paris (exposition personnelle à la galerie A Part) ; Grenoble (exposition personnelle)[6] ;
- 2003 : Paris (exposition personnelle à la galerie A Part)[12] ; Radès (exposition personnelle à la galerie Andalucia)[9] ;
- 2004 : Paris (exposition collective aux Journées culturelles et touristiques tunisiennes de Paris à l'Institut du monde arabe[36], exposition collective à l'espace culturel tunisien) ;
- 2005 : Paris (exposition personnelle à la galerie L'ARTicle)[13] ; Sanaa (exposition personnelle au centre culturel français)[16],[37],[38] ;
- 2006 : Paris (exposition personnelle au palais de l'Unesco)[39],[15],[40] ; Seto (exposition personnelle)[41] ; Tokyo, Chiyoda (exposition personnelle) ; Toulouse (exposition personnelle)[41] ; Tunis (exposition personnelle « Les couleurs font la fête » à la galerie Yahia)[23],[21],[18] ; Washington (exposition personnelle au centre culturel tunisien)[42],[43] ;
- 2007 : Marrakech (exposition personnelle)[25] ; Tokyo (exposition personnelle au City Club)[25] ; Tunis (exposition personnelle « Couleurs en folie » à la galerie Médina)[14],[20] ;
- 2008 : Bari (exposition collective à la Nuova voce - Fondation Giorgio Correggiari) ; La Valette (exposition collective internationale) ; Lyon (exposition personnelle) ; Mahrès (exposition collective au Festival des arts plastiques) ; Nagoya (exposition collective à la Noritake Gallery Sakae) ; Paris (exposition collective « La semaine africaine 2008 » à la maison de l'Unesco) ; Salammbô-Le Kram (exposition personnelle à la galerie Art-Libris)[17],[44] ; Séoul (exposition collective durant le World Artist Festival au Sejong Center) ; Turin (exposition personnelle à la D Gallery) ;
- 2009 : L'Haÿ-les-Roses (exposition collective « Les grands peintres du Maghreb » aum oulin de la Bièvre)[45] ; Paris (exposition collective « Partage » en faveur de l'association Tunaction à la maison du barreau[46], exposition collective « Nous avons dit oui » à la galerie Daniel Besseiche[47], exposition personnelle « Totalement AMAR » à la galerie Marassatrois)[47].

## Prix et distinctions

### Prix
- 1997 : diplôme d'honneur du Festival d'art plastique de Sbikha ; distinction spéciale et prix à la Biennale internationale de Malte (diplôme du mérite)[48] ; « mention » au 28e grand concours international organisé par l'Académie internationale de Lutèce ;
- 1998 : premio internazionale di Pittura e Scultur Grolla d'Oro 1998 (XXXIIIe édition) de Volpago del Montello ; prix spécial « jeune de moins de 25 ans » de l'Académie internationale de Lutèce ; médaille de bronze avec mention au 29e grand concours international de l'Académie internationale de Lutèce ; diplôme du « Créateur d'aujourd'hui, reconnu comme apportant sa contribution au patrimoine artistique de son époque » décerné par la Fédération nationale de la culture française (découverte et sélections du monde des arts plastiques)[48] ;
- 1999 : médaille de bronze de l'Élite (Société française d'encouragement) ;
- 2007 : trophée de la Fédération nationale des clubs Convergences (Lyon).

### Distinctions
Le 2 août 2006, il est décoré du grade d'officier du mérite culturel tunisien par le ministre de la Culture.